# Moon Lake
Moon Lake ist  ein census-designated place (CDP) im Pasco County im US-Bundesstaat Florida. Das U.S. Census Bureau hat bei der Volkszählung 2020 eine Einwohnerzahl von 4.817 ermittelt. 

## Geographie
Moon Lake liegt rund 40 km westlich von Dade City sowie etwa 50 km nördlich von Tampa.

## Demographische Daten
Laut der Volkszählung 2010 verteilten sich die damaligen 4919 Einwohner auf 2163 Haushalte. 94,7 % der Bevölkerung bezeichneten sich als Weiße, 0,8 % als Afroamerikaner, 0,6 % als Indianer und 0,4 % als Asian Americans. 0,8 % gaben die Angehörigkeit zu einer anderen Ethnie und 2,7 % zu mehreren Ethnien an. 5,7 % der Bevölkerung bestand aus Hispanics oder Latinos.
Im Jahr 2010 lebten in 33,5 % aller Haushalte Kinder unter 18 Jahren sowie 21,3 % aller Haushalte Personen mit mindestens 65 Jahren. 64,1 % der Haushalte waren Familienhaushalte (bestehend aus verheirateten Paaren mit oder ohne Nachkommen bzw. einem Elternteil mit Nachkomme). Die durchschnittliche Größe eines Haushalts lag bei 2,61 Personen und die durchschnittliche Familiengröße bei 3,09 Personen.
26,6 % der Bevölkerung waren jünger als 20 Jahre, 24,9 % waren 20 bis 39 Jahre alt, 32,8 % waren 40 bis 59 Jahre alt und 15,6 % waren mindestens 60 Jahre alt. Das mittlere Alter betrug 39 Jahre. 50,5 % der Bevölkerung waren männlich und 49,5 % weiblich.
Das durchschnittliche Jahreseinkommen lag bei 29.826 $, dabei lebten 29,7 % der Bevölkerung unter der Armutsgrenze.